# Джайнізм

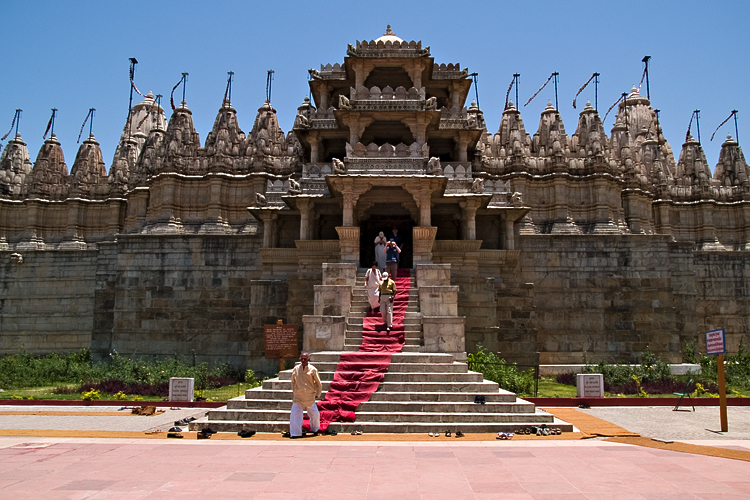
Храм джайнів у Ранакпурі, Раджастхан, Індія

Джайна-дгарма (санскр. जैन, від санскр. जिन, «переможець») або джайні́зм  — релігійно-філософське вчення, яке виникло в Індії приблизно в VI столітті до н. е., поширене в сучасній Індії та Шрі-Ланці. У сучасному світі джайнізм — невелика за кількістю вірян релігія, але дуже впливова в Індії, де послідовників нараховується приблизно 4,9 млн. Джайни — найзаможніша релігійна група Індії. Вони зберігають прадавню систему освіти, і їхня громада має найвищий відсоток грамотності серед інших релігійних груп у країні. Бібліотеки джайнів є найстарішими в Індії.

## Основні засади
Засновником джайнізму вважається проповідник Вардгамана (VI ст. до н. е.), якого називають Джиною (переможцем — традиційне звання буддійських та джайнських святих), а також Магавірою (санскр. महावीर, що можна перекласти як «дуже хоробрий» або «великий герой»). Кодифікація джайністського канону, проте, відбулася через шість століть. Уважається, що Вардгамана переміг карму сам і вказав шлях до її подолання, а відтак до спасіння, іншим людям. З іншого боку, самі джайни вважають, що джайнізм існував вічно, як вічно існує сам Всесвіт, а Магавіра був двадцять четвертим у низці 24 просвітлених — тіртханкарів, що існують у кожному циклі переродження світу.
Основою джайнізму як дгармічної релігії є віра в низку перероджень (дхармачакра), можливість звільнення від сансари (мокша), суворий аскетизм, незмінна цінність життя в будь-якому його прояві та, як наслідок, нечинення шкоди живим істотам — ахімса. Джайнізм відкинув авторитет Вед, відкрив доступ у свою громаду представникам усіх варн. Новим у джайнізмі є принцип власних зусиль, власного праведного життя, власної аскези — ці умови в брахманізмі не були вирішальними й наближують джайнізм до буддизму. Але на відміну від буддизму джайнізм стверджує, що не всяке життя є злом і стражданням — таким є лише погане життя. Звідси нірвана в джайнізмі — це досягнення душею вічного блаженства, у якому джайни бачать сенс людського існування. З метою досягнення нірвани прихильники джайнізму зобов'язані вірити у своїх пророків і суворо дотримуватися їхніх приписів.
Найголовнійшою мантрою джайнізму (махамантрою) є навкармантра, яка прославляє тіртханкарів та ченців (садху). Кожний джайн її повторює щоденно.

### Ненасильство (ахімса)

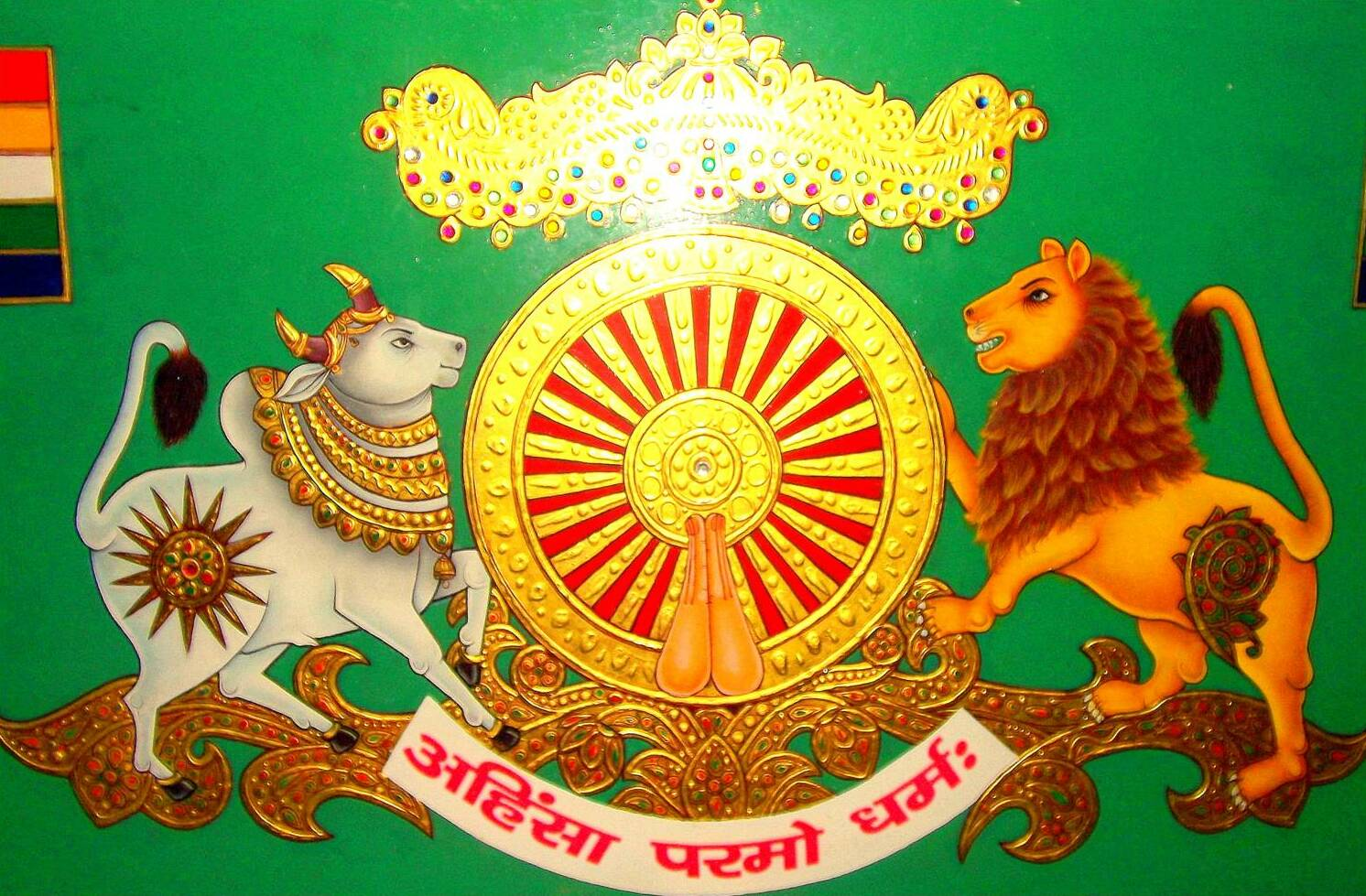
Картина з надписом Ахімса парамо дарма (ненасильство — найвища чеснота вчення)

Долоня з колесом, що симовлізує принцип ненасильства. Слово в центрі читається ахімса. Колесо є зображенням дхармачакри і символізує рішучість зупинити самсару засобами невпиного пошуку правди й ненасильства.

Принцип ахімси (ненасильства) є базовою засадою джайнізму. Джайни вірять в абсолютну необхідність відмови від будь-яких насильницьких дій, і що без такої відмови релігійна поведінка марна. У теології джайнізму не має значення, наскільки правильним чи бажаним може здаватися насилля — не можна вбивати будь-яку істоту, це найвищий релігійний обов'язок. Більш того джайнізм наголошує на відмові від насилля над усіма живими істотами не тільки в діях, а й у мові та думках. Стверджується, що замість того, щоб ненавидіти й завдавати болю будь-кому, усі живі істоти повинні допомагати одна одній. Насилля негативно впливає на душу того, хто його чинить, і знищує її, особливо тоді, коли це відбувається з наміром, ненавистю або через байдужість, і навіть тоді, коли вбивство людини чи іншої істоти є непрямим результатом вчинків або мовчазної згоди.
Ідея вшанування ненасильства спільна для багатьох вірувань Індії, зокрема індуїзму й буддизму, однак жодна філософсько-релігійна система не наголошує на ній настільки, впроваджуючи її в повсякденне життя, як джайнізм. Дехто з джайністських мислителів наголошує на тому, що проголошення ахімси вищим релігійним обов'язком витікає не зі співчуття до інших істот, не з бажання усіх їх врятувати, а з постійної самодисципліни, з очищення власної душі, яке веде до духовного розвитку й виходу з циклу народжень. Шкода іншій істоті створює погану карму, яка впливає на майбутню реінкарнацію того, хто її вчинив.
Коли Індію підкорили мусульмани й джайнізм зазнав сильних переслідувань, лунали голоси, що виправдовували опір, наприклад для захисту черниць, однак такі випадки траплялися рідко.

### Багатогранність реальності (анекантавада)
Другою засадою джайнізму є анекантавада або анекантатва. Це слово походить від слів анеканта (неоднобічний) та вада (доктрина, шлях).
Доктрина багатогранності стверджує, що істина й реальність складні й завжди мають різні грані. Реальність можна відчути, але неможливо повністю виразити словами. Спроби людей передати її завжди ная, тобто часткова істина. Мова не істина, але засіб виразити істину. З істини, за словами Магавіри, повертається мова, а не навпаки. Можна відчути смак, але повністю передати його словами неможливо. Будь-яка спроба виразити відчуття смаку словами є сьят, тобто частково в якомусь сенсі відповідає істині, але залишається відносною, неповною. Аналогічно смаку духовні істини теж складні й багатогранні, мова не може виразити їхню різнобічність, хоча їх можна відчути завдяки зусиллям і за умови сприятливої карми.
Анекантавада в джайнізмі дуже древня. Про неї згадується в ранніх буддистських текстах. Джайністські священні тексти (агами) свідчать про те, що відповіддю Магавіри на всі метафізичні філософські питання було «часткове так» (сьят). Якщо вірити цим текстам, анекантавада була однією з ключових різниць між вченнями Магавіри та Будди. Будда вчив середньому шляху, відкидаючи у відповідях на метафізичні питання граничні варіанти: «так» і «ні». Магавіра вчив своїх послідовників приймати обидві відповіді, додаючи до них «у певному сенсі»: «у певному сенсі так», «у певному сенсі ні», й змиритися з тим, що абсолютну реальність пізнати неможливо.
Складові джайністської філософії сьядвада та наявада опираються на принцип анекантавади. Сьядвада рекомендує використання префіксу сьяд у будь-якій фразі, що описує перманентне буття. У джайнізмі немає Творця, буття не має ні початку, ні кінця, а перманентне буття виражається поняттями джива (душа) та аджива (матерія) у рамках дуалістичної анекантавади.
Дехто зі сучасних джайнів намагається пояснити доктрину анекантавади як утвердження загальної релігійної терпимості, плюралізму, добродушного ставлення до інших етичних та релігійних позицій. Такі спроби проблематичні. Багатогранність та різноманітність перспективи в ученні Магавіри стосується природи реальності й людського існування. Іноді таку доктрину називають не-абсолютизмом. Однак вона зовсім не стосується терпимості щодо таких дій як жертвопринесення або споживання тварин в їжу, насилля над невірними. Такі дії не можна описувати як «у певному сенсі правильні». П'ять обітниць джайських ченців та черниць, наприклад, є суворими вимогами, і щодо них немає нічого, що можна було б описати як «можливо», або «це ж тільки одна точка зору». З глибокої древності джайнізм співіснував з буддизмом та індуїзмом і завжди безжально критикував ці вчення, як і навпаки.

### Ненакопичення (апаріграха)
Третьою основною засадою джайнізму є апаріграха, що означає неприв'язаність до світського майна. Від аскетів джайнізм вимагає обітниці повної відмови від будь-якої власності. Для мирян рекомендується обмежена чесно зароблена власність, а решту слід віддавати благочинності. Апаріграха стосується не тільки матеріального, а й духовного. Матеріальне означає різні форми майна, духовне — почуття, уподобання й невподобання, прив'язаність у будь-якій формі. Стверджується, що невгамована прив'язаність до володіння будь-якого роду прямо шкодить особистості.
На думку джайнів матеріальна чи духовна прив'язаність є причиною надмірних емоцій, а отже — насильства. За принципом апаріграхи джайнський чернець або черниця не повинні мати ні притулку, ні родини, жодних потягів, жодної любові. Аскети-дігамбари блукають світом і жебрають, аскети шветамбари — жебрають на одному місці.
Джайністські тексти виділяють прив'язаності двох видів: внутрішні та зовнішні. Щодо внутрішніх прив'язаностей виділяються емоції розуму: гнів, гординя, облудність та жадоба. Є ще інші емоції: неправильна віра, три статеві емоції (чоловіча, жіноча й нейтральна) й шість вад (сміх, уподобання, нелюбов, смуток, страх, огида).

### Етика й п'ять обітниць
Джайнізм вимагає від своїх послідовників виконання п'яти етичних обов'яків або обітниць. Для мирян вони називаються малими обітницями (ануврата), для ченців-жебраків — великими обітницями (магаврата). Як для одних, так і для інших передумовами є те, що джайн має доступ до гуру, божества (джина), докрини й вільний від п'яти гріхів: сумніву у вірі, невизначеності щодо джайністських істин, відсутності прагнення до джайністської істини, відсутності визнання товаришів-джайнів, відсутності шани до їхніх релігійних здобутків. Тоді укладаються п'ять обітниць:
1. Ахімса — обітниця ненасильства та незавдання болю[36]. Перша обітниця джайна вимагає не задавати шкоди іншій людині та будь-якій живій істоті[36]. Цей принцип стосується не тільки дій, а й слів та думок[37][38].
2. Сатья — правда: ця обітниця вимагає завжди говорити правду, ніколи не брехати й не говорити того, що не відповідає дійсності, не спонукати інших до брехні й не схвалювати тих, хто говорить неправду[37][35].
3. Астейя, не красти: джайн-мирянин не повинен брати нічого, чого не дають добровільно[36][39], а джайн-жебрак повинен додатково спитати дозволу взяти те, що дають добровільно[40].
4. Брагмачар'я, целібат: обітниця утримання від сексу та тілесних задоволень для ченців і черниць. Миряни дають обітницю чистоти та вірності своїм партнерам[37][35].
5. Апаріґраха, відмова від володіння: обітниця охоплює відсутність прив'язаності до матеріального та психічного володіння, уникнення жадоби й надмірного потягу[35]. Ченці та черниці повністю відмовляються від власності й соціальних стосунків, не мають нічого власного й не прив'язані ні до кого[29][41].

## Деномінації
На рубежі нової ери джайни поділилися на два головні напрями: шветамбари («одягнені в біле») та діґамбари («одягнені повітрям»). Діґамбари-ченці практикують повну відмову від одягу, бо одяг (як і будь-яка власність) прив'язує людину до матеріального світу. Звідси випливає неможливість для жінок досягти спасіння в цьому житті (тобто треба спочатку переродитися в особу чоловічої статі), бо голизна жінок вважається неприпустимою. Шветамбари натомість вважають досягнення нірвани для жінок цілком можливим.
Джайни поділяються на ченців-аскетів і торговців-мирян (займатися сільськогосподарською діяльністю не можна, бо при обробці землі можна вбити живі істоти — хробаків, комах).
Джайнській міфології відома величезна кількість божеств, розподілених на класи та підкласи, проте немає поклоніння їм. Центральним пунктом вчення є визнання двох начал — духовного й тілесного. Вважається, що душу мають усі предмети, але подолати карму, що прив'язує душу до тіла, може лише людина.

## Джайнізм у сучасному світі
В Індії за даними перепису 2001 року налічується 4 225 053 послідовників джайнізму. Хоча джайни складають менше половини відсотка населення Індії, вони є найбагатшою, найосвіченішою та найвпливовішою групою в країні. Так, джайни, незважаючи на свою нечисленність, сплачують 24 % прибуткового податку в Індії
Значна частина джайнів проживає за межами Індії, у всьому світі — до 5 млн.

## Філософія джайнізму
Філософія джайнізму належить до неортодоксальних шкіл індійської філософії (настіка), оскільки не визнає авторитету Вед.

### Космологія

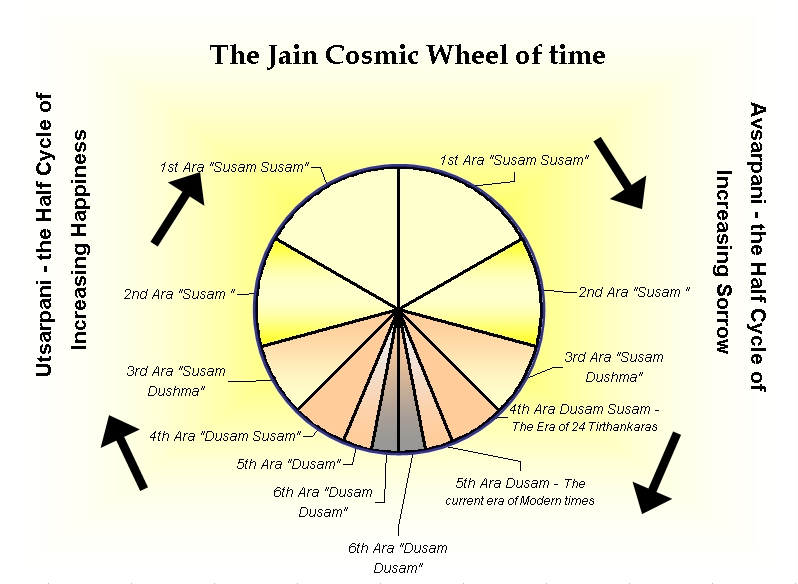
Космічний цикл джайнів

Джайни вірять, що Всесвіт ніколи не був створений і ніколи не припинить свого існування — він вічний. Хоча Всесвіт не має початку й кінця, але час циклічний. Кожен цикл (кальчакра) складається з двох напівциклів: напівциклу поступу (утсарпіні) та згасання (авсарпіні). Кожен із напівциклів ділиться на шість нерівних періодів (ара). Упродовж напівциклу розвитку людство розвивається від гіршого до кращого. На початку напівциклу мораль, щастя, сила, здоров'я, релігія в найгіршому стані. Досягнувши найкращого стану під кінець напівциклу, все починає регресувати. Джайни вірять, що наразі світ перебуває в п'ятій арі фази згасання, і до настання нової ари ще приблизно 19 тис. років. Шоста ара триватиме приблизно 21 тис. років. На початку нового напівциклу всі дерева бажань кальпавркса задовольнять усі прагнення людей. Люди тоді народжуватимуться парами близнюків — один хлопчик і одна дівчинка, залишаючись разом усе життя.

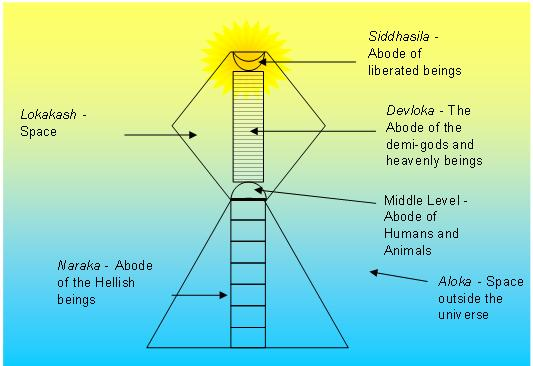
Всесвіт в уявленнях джайнів

За уявленнями джайнів Всесвіт складається з неліченного числа джива (життєвих сил або душ). За своєю структурою він нагадує людину, яка стоїть, взявшись у боки. Вузький пояс містить у собі різні кшетри — місця, де бродять душі людей, тварин і рослин. Символічні груди Всесвіту є небесами (дева лока), притулком для душ богів. Нижче символічного поясу знаходиться пекло (нарка лока). Є сім різних нарка лока, в які може спуститися джива (душа), спокутуючи свої гріхи. Чим нижче — тим більше страждань і менше світла. На чолі символічного Всесвіту розташована сідха кшетра або мокша. Там у стані вічного миру та необмеженого щастя перебувать дживи, що досягли нірвани. За межами цієї символічної постаті немає нічого.

### Гносеологія

#### Види пізнання
Джайністи поділяють пізнання на пратьякша, або безпосереднє (отримується негайно) і парокша, або опосередковане (отримуване за допомогою якого-небудь іншого виду пізнання).
До парокша належать:
- Маті-джняна (звичайне чуттєво-логічне пізнання, що отримується за допомогою звичайних засобів чуттєвого сприйняття) — це пізнання за допомогою індрій (відчуттів) і розуму, який називається аніндрія, щоб відрізнити його від відчуттів. Перш ніж досягти маті-джняни ми завжди спочатку отримуємо тілесне уявлення.

В маті входять смріті (пам'ять), санджня або пратьябгіджня (пізнавання), чуріта або тарка (індукція, заснована на спостереженні), абгінібодга або анумана (дедуктивний умовивід)
- Шруті-джняна (свідоцтво) — це пізнання, що отримується за допомогою знаків, символів або слів.

Шруті-джняна буває чотирьох видів: лабдгі (асоціація), бгавана (увага), упайога (розуміння) і ная (аспекти значення речей).
Такі види пізнання як маті та шруті властиві кожному індивіду.
До пратьякша входять:
- Авадгі (безпосереднє пізнання речей, навіть віддалених в часі і просторі) — пізнання, що отримується за допомогою яснобачення.
- Манаг-пар'яя (безпосереднє пізнання думок інших)
- Кевала (досконале знання, що охоплює всі субстанції і їхні модифікації). Це всезнання не обмежене ні простором, ні часом, ні об'єктом. Для досконалої свідомості вся реальність зрозуміла. Таке пізнання не залежить від відчуттів, його можна лише відчути, але не можливо описати. Воно можливе лише для вільних Душ, що очистилися.

Таким чином, джайністи визнають п'ять видів пізнання: маті, шруті, авадгі, манаг-пар'яя і кевала. Першим трьом властиво помилятися, тоді як останні два не можуть бути неправильними. Джайністи стверджують, що в конкретний момент може діяти лише один вид пізнання.

#### Роль душі в пізнанні
У джайнізмі чайтанья (свідомість) є суттю дживи (душі), а суттю прояву чайтаньї є сприйняття (даршана) і розум (джняна).
Даршана — це просте сприйняття, що охоплює декілька стадій (В'янджана-аваґрага (подразнення діє на периферійні кінці органів чуття і приводить суб'єкт до відомого відношення з об'єктом)), артга-аваґрага (свідомість збуджена, переживаються відчуття, де особа усвідомлює цей об'єкт), іха (розум прагне пізнати деталі об'єкта, їхню схожість і відмінність від інших), авая (має місце розмежування сьогодення і минулого та визнання об'єкта як цього, а не того), дгарана (ми дізнаємось, що відчуття розкривають якості речей. Виникає враження, за допомогою якого ми можемо пригадати пізніше про даний об'єкт); джняна — концептуальне пізнання.
У досконалих умовах душа є чистою джняною і даршаною (пізнанням і інтуїцією), які виникають одночасно. Все пізнання поміщене в душі, хоча воно проявляється лише тоді, коли усувається посередник, що заважає, яким є карми. Карми, які затьмарюють різні види даршани, називаються даршанаваранія-кармами, а ті, які затьмарюють різні види джняни, називаються джнянаваранія-кармами. Коли душа не загороджується впливом того, що затьмарює пізнання, вона набуває здатності всезнання.

#### Теорія судження, як складова теорії пізнання
Джайни вважають, що всезнаюча істота може отримати (через кевала-джняна) безпосереднє знання про предмет у всіх його незліченних аспектах. Але недосконала істота в певний момент бачить об'єкти лише з однієї приватної точки зору й отримує знання лише про один аспект, що характерний цій речі (анекантавада). Таке часткове знання про якийсь із незліченних аспектів предмету називається «ная». Думка, заснована на такому частковому знанні, також називається «ная». Джайни вважають що те, що є істиною з однієї точки зору, може бути хибним з іншої, тобто істина відносна. Спільний характер реальності проявляється в різних особистих поглядах. Це є причиною наполягання на тому, щоб кожне судження (ная) було обмежене певним виразом, таким як «певним чином».
Тому джайністи розрізняють сім типів суджень :
1. певним чином S є Р.
2. певним чином S є не P.
3. певним чином S є Р, а також є не-Р.
4. певним чином S є неописуване.
5. певним чином S є Р і є також неописуване.
6. певним чином S є не-Р і є також неописуваним.
7. певним чином S є Р, а також є не-Р і є неописуваним.

Виділення цих типів суджень має велике значення для філософії. Завдяки йому стає ясним перш за все те, що, хоча предмет і може бути описаний з різних точок зору, в різних аспектах, самостійно або у зв'язку з іншими явищами, його неможливо було б пізнати в цілому, аби не було такого розмежування точок зору й аспектів.